# Chauvinisme du carbone

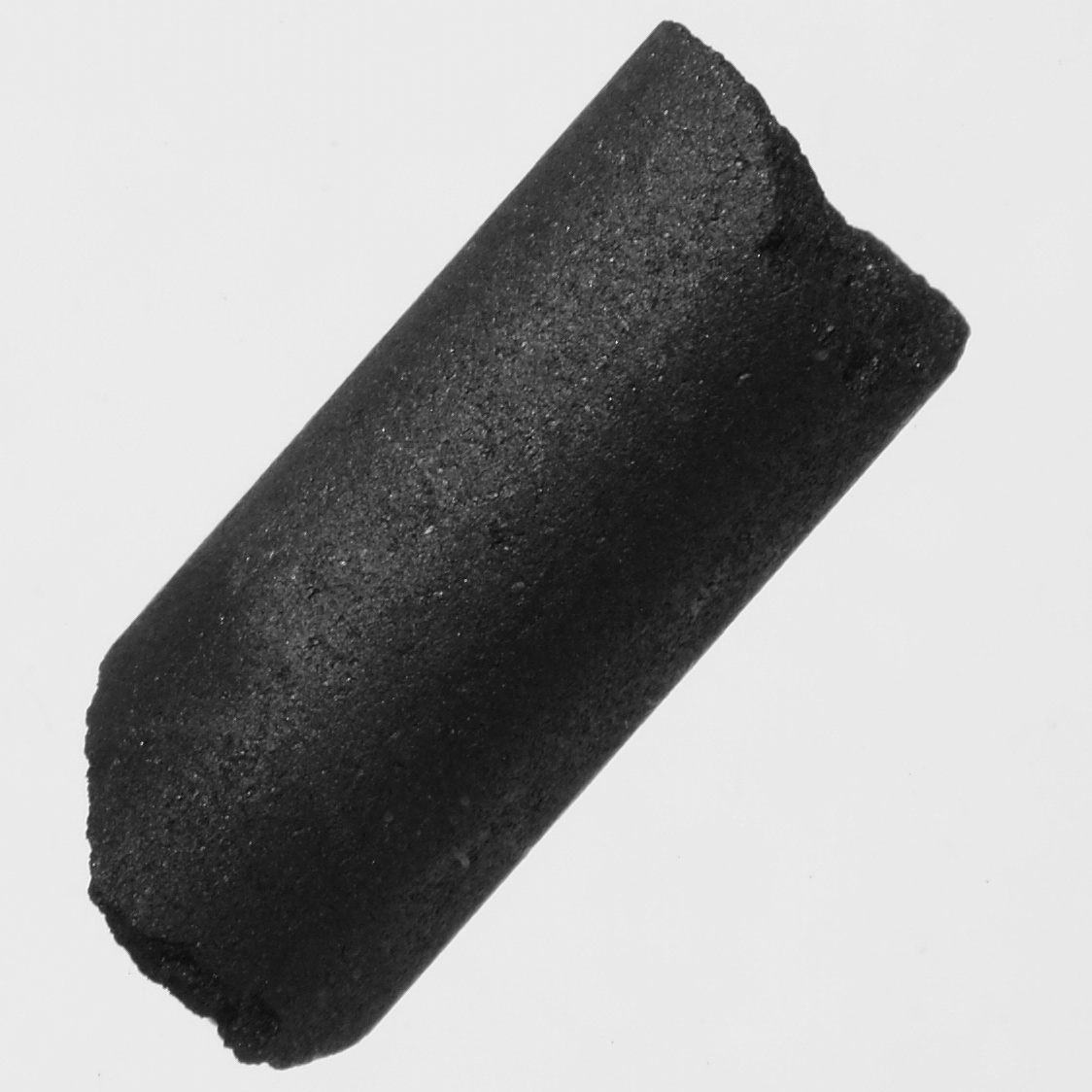
Échantillon de carbone (graphite).

Le chauvinisme du carbone est la thèse selon laquelle, de tous les éléments chimiques, seul le carbone peut former la charpente moléculaire de toute biochimie concevable dans l'Univers. C'est une thèse qui a émergé des études biochimiques et des projections sur la possibilité des biochimies hypothétiques. Cette thèse n'est pas directement prouvable actuellement, car elle porte sur la probabilité d'apparition de la vie et il faudrait connaitre toutes les possibilités d'agencement de tous les composés possibles, dans tous les environnements possibles,.
Le terme a été utilisé en 1973, lorsque le scientifique Carl Sagan l'a décrit comme un chauvinisme humain limitant la manière dont on peut imaginer la vie extraterrestre. Il suggère que les êtres humains, comme les formes de vie à base de carbone qui n'ont jamais rencontré de vie qui s'est développée à l'extérieur de l'environnement de la Terre, peuvent trouver difficile d'envisager d'autres types de biochimies.
L'autre principale alternative (la biochimie à base de silicium) semble cependant peu probable, les composés (silicates) étant solides et insolubles, là où les composés carbonés solubles se composent presque spontanément par chimie simple (par exemple dans l'expérience de Miller-Urey). De plus, toutes les molécules naturelles complexes (de plus de trois atomes), y compris spatiales, ont au moins un atome de carbone.
L'expression « chauvinisme du carbone » est également utilisée pour critiquer l'idée selon laquelle l'intelligence artificielle ne pourrait jamais être sentiente ou véritablement intelligente car la matière sous-jacente n'est pas biologique.